# Parafia Trójcy Przenajświętszej w Wiśle Wielkiej
Parafia Trójcy Przenajświętszej w Wiśle Wielkiej – katolicka parafia w Wiśle Wielkiej, w dekanacie pszczyńskim. Została utworzona 1 sierpnia 1925 roku. 

## Proboszczowie[1]
- Ks. Wojciech Migdalski, 1924-1934
- Ks. Franciszek Dobrowolski, 1934-1948
- Ks. Józef Szymeczek, administrator 1948-1958, proboszcz 1958-1960
- Ks. Jan Prus, administrator 1960, proboszcz 1960-1977
- Ks. Henryk Ścierski, administrator 1977, proboszcz 1977-1996
- Ks. Włodzimierz Pielesz, administrator ex currendo 1995
- Ks. Edward Stawowski, administrator 1996-1997, proboszcz 1997-2012
- Ks. Roman Duży, 2012-nadal